# Hangankait
Hangankait är en ö i Finland. Den ligger i Skärgårdshavet och i kommunen Pargas i den ekonomiska regionen  Åboland i landskapet Egentliga Finland, i den sydvästra delen av landet. Ön ligger omkring 43 kilometer väster om Åbo och omkring 190 kilometer väster om Helsingfors. 
Öns area är 3,8 hektar och dess största längd är 360 meter i sydöst-nordvästlig riktning. Runt Hangankait är det mycket glesbefolkat, med 7 invånare per kvadratkilometer. Närmaste större samhälle är Korpo, 18,3 km söder om Hangankait.